# Voitia nivalis
Voitia nivalis là một loài rêu trong họ Splachnaceae. Loài này được Hornsch. mô tả khoa học đầu tiên năm 1818.